# チョロヴォダ
チョロヴォダ（アルバニア語: Çorovodë, Çorovoda）はアルバニアのベラト州の都市と旧基礎自治体である。2015年にスクラパル県の県都になった。2023年の人口は3,918人だった。オスム川がこの都市で流れる。